# Ainhoa López Rodríguez
Ainhoa López Rodríguez (Barcelona, 6 de juny de 1997) és una jugadora de basquetbol catalana.
Escorta, començà a jugar al Club Bàsquet Grup Barna i es formà al Club Bàsquet Femení Sant Adrià. Debutà a la Lliga Femenina amb el l'Spar Citylift Girona la temporada 2016-17. Posteriorment, jugà al Quesos El Pastor (2017-2019) i Duran Maquinaria Ensino (2019-20), amb el qual guanyà una Copa Galícia. La temporada 2020-21 fitxà pel Club Bàsquet Santfeliuenc, llavors anomenat Barça CBS, amb el qual aconseguí l'ascens a la Lliga Femenina dues temporades més tard. Tanmateix, el febrer de 2022 anuncià que se li havia detectat un linfoma de Hodgkin i estigué apartada de la competició durant vuit mesos. Després de superar el càncer, tornà a les pistes l'octubre del mateix any i amb el club blaugrana aconseguí un subcampionat de Lliga catalana i arribà a les semifinals de la Lliga i la Copa de la Reina la temporada 2022-23. Internacional amb la selecció espanyola en categories inferiors, s'ha proclamat campiona d'Europa sub-18 (2015) i sub-20 (2016, 2017). Amb la selecció catalana competí internacionalment el maig 2023 contra Ucraïna.